# Verrucosa arenata
Verrucosa arenata is een spinnensoort in de taxonomische indeling van de wielwebspinnen (Araneidae).
Het dier behoort tot het geslacht Verrucosa. De wetenschappelijke naam van de soort werd voor het eerst geldig gepubliceerd in 1842 door Charles Athanase Walckenaer.